# Bloomberg Billionaires Index

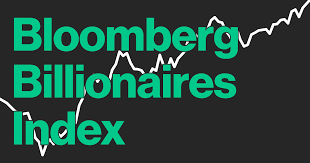

Le Bloomberg Billionaires Index, lancé en mars 2012, est un classement quotidien des 500 personnes les plus riches du monde en fonction de leur situation nette,,. Il présente le profil de chaque milliardaire et comprend un outil permettant aux utilisateurs de comparer leurs fortunes. Il est mis à jour quotidiennement à la clôture des marchés à New York.

## Classement
| Icône           | Description                                           |
| --------------- | ----------------------------------------------------- |
| Stable          | N'a pas bougé par rapport au jour de séance précédent |
| en augmentation | A monté par rapport au jour de séance précédent       |
| en diminution   | A baissé par rapport au jour de séance précédent      |

| N° | Nom             | Situation nette (en USD) | Âge    | Nationalité                      | Source(s) de la richesse |
| -- | --------------- | ------------------------ | ------ | -------------------------------- | ------------------------ |
| 1  | Elon Musk       | $236 milliards           | 53 ans | Afrique du Sud Canada États-Unis | Tesla SpaceX             |
| 2  | Bernard Arnault | $198 milliards           | 76 ans | France                           | LVMH                     |
| 3  | Jeff Bezos      | $197 milliards           | 61 ans | États-Unis                       | Amazon Blue Origin       |
| 4  | Mark Zuckerberg | $185 milliards           | 40 ans | États-Unis                       | Meta                     |
| 5  | Bill Gates      | $160 milliards           | 69 ans | États-Unis                       | Microsoft                |
| 6  | Larry Ellison   | $153 milliards           | 80 ans | États-Unis                       | Oracle Corporation       |
| 7  | Larry Page      | $149 milliards           | 51 ans | États-Unis Nouvelle-Zélande      | Alphabet                 |
| 8  | Steve Ballmer   | $145 milliards           | 68 ans | États-Unis                       | Microsoft                |
| 9  | Warren Buffett  | $144 milliards           | 94 ans | États-Unis                       | Berkshire Hathaway       |
| 10 | Sergey Brin     | $140 milliards           | 51 ans | États-Unis                       | Alphabet                 |

## Lancement et contexte
Le Bloomberg Billionaires Index est un classement quotidien des milliardaires du monde publié par Bloomberg News depuis mars 2012. Il suit les 500 personnes les plus riches du monde et est conçu pour fournir une présentation plus transparente et responsable des plus grandes fortunes personnelles du monde. Au début, l'indice ne suivait que les 20 personnes les plus riches du monde, puis s'est étendu à 100, 200, 400 puis 500 en octobre 2016.
Lors de son lancement en 2012, le magnat mexicain des télécommunications Carlos Slim occupait la première place, avec une fortune nette estimée à 65,8 milliards de dollars. À partir de mai 2013, le cofondateur de Microsoft, Bill Gates, est devenu le premier milliardaire au monde. Le PDG d'Amazon, Jeff Bezos, et le détaillant de mode espagnol Amancio Ortega ont tous deux vu leur fortune nette respective augmenter considérablement en 2016 et 2017 et ont défié Gates pour la première place. Bezos l'a finalement dépassé en 2018, et en 2021, il est lui-même dépassé par Elon Musk, qui est alors considéré comme la personne la plus riche au monde jusqu'à la mi-décembre 2022, lorsque le cours de l'action Tesla chute et que Bernard Arnault devient le plus riche du monde. Le 31 mai 2023, Elon Musk redevient l'homme le plus riche du monde alors que le cours de l'action Tesla augmente, tandis que le cours de l'action LVMH, qui influence la richesse de Bernard Arnault, chute en raison d'une baisse des ventes de LVMH.
L'indice rend compte des fortunes cachées et a permis de découvrir plus de 400 milliardaires cachés depuis sa création. Le rédacteur-fondateur du Bloomberg Billionaires, Matthew Miller, déclare en 2013 que les milliardaires cachés sont identifiés en « s'assurant que nous avons pris en compte toutes les entreprises détenues par des particuliers dans le monde entier » . Parmi les milliardaires découverts par l'indice figurent Jamie Dimon, président de JPMorgan Chase, Lynsi Torres (en), présidente de In-N-Out Burger, Piero Ferrari, héritier de Ferrari, et le président de BIEL Crystal, Yeung Kin-Man.
Tout en rendant compte des milliardaires cachés, l'indice couvre et tente de mettre en perspective la richesse des personnes les plus riches du monde, telles que l'ancienne reine Élisabeth II et l'ancien président des États-Unis Donald Trump.

## Méthodologie
L'indice offre un regard dynamique sur la richesse contrôlée par les personnes les plus riches du monde tout en essayant d'offrir une nouvelle perspective sur la façon dont les médias perçoivent et suivent le mouvement de cette richesse. Il « est conçu pour changer quotidiennement en fonction des fluctuations des actions et des nouvelles de l'économie et des entreprises ».
Pour calculer la richesse des individus, l'indice s'appuie sur un mélange de données publiques et privées, suivant les cours des actions et les avoirs divulgués publiquement ainsi que les valeurs calculées pour les entreprises privées à l'aide d'informations dérivées ou déclarées qui sont valorisées à l'aide de comparaisons en direct avec les concurrents publics.
Les évaluations sont converties en dollars américains aux taux de change actuels et n'incluent pas d'hypothèses sur l'endettement personnel,.
Les journalistes notent que la méthodologie détaillée utilisée pour l'indice est plus transparente que le calcul « un peu plus vague » utilisé dans d'autres listes. « Les chargés de listes Bloomberg affirment que leurs estimations peuvent être plus précises que celles de la concurrence parce qu'ils disposent de meilleures données et de meilleurs rapports (provenant des terminaux Bloomberg et de son personnel de communication de données) ».

## Visualisation des données
L'indice complet est disponible gratuitement en ligne sur le terminal Bloomberg (en). Il existe des outils permettant de comparer les fortunes de plusieurs milliardaires, de suivre les milliardaires dont les actifs changent le plus et d'analyser les performances sur un an de milliardaires individuels ou de milliardaires regroupés par secteur, région ou nation,.
Le profil de chaque milliardaire comprend des explications sur les évaluations d'actifs et plus de détails sur chaque fortune.